# Bordetella pertussis
Bordetella pertussis is de bacterie die kinkhoest (pertussis) veroorzaakt. Bij deze luchtweginfectie veroorzaakt het tevens een verminderde ciliaire activiteit (ciliostase) via een tracheaal cytotoxine.
Bordetella pertussis is een aerobe bacterie en maakt deel uit van de gram-negatieve coccobacillen (waaronder ook brucella). Er zijn geen gezonde dragers van deze bacterie. Onder andere het lipopolysaccharide van de gram-negatieve bacterie zorgt voor ziekteverschijnselen (endotoxine).
Deze bacterie veroorzaakt een oppervlakkige infectie in de hogere luchtwegen en gaat niet naar de bloedbaan of alveoli. Het heeft een incubatieperiode van 7 à 10 dagen, waarna als eerste fase een normale verkoudheid ontstaat. In deze fase is de aangedane persoon zeer besmettelijk. Eén à twee weken na deze fase volgt de volgende fase met de kenmerkende lange hoestbuien en gierende ademhaling. Hierbij kan de persoon ook braken of uitgeput raken. Bij genezing zal uiteindelijk het immuunsysteem de infectie opruimen. Mogelijke complicaties zijn longontsteking en encefalopathie.
De bacterie wordt doorgegeven via speekseldruppels en is zeer besmettelijk.
Er wordt gevaccineerd tegen de bacterie, maar immuniteit is niet levenslang en dus zijn er boostervaccins nodig. Dit vaccin wordt meestal gecombineerd met vaccins tegen tetanus en difterie.